# African Film Festival
El African Film Festival (AFF), oficialmente African Film Festival, Inc. es una organización cultural sin ánimo de lucro estadounidense que presenta un festival de cine anual y programas comunitarios durante todo el año. Con sede en la ciudad de Nueva York, la organización fue fundada en 1990 y se dedica a promover una mayor comprensión de la cultura africana a través del cine.

## Historia y trayectoria
El AFF fue fundado en 1990 por Mahen Bonetti y un comité ad hoc de artistas y académicos africanos y estadounidenses. El programa insignia del AFF, el New York African Film Festival (NYAFF), se puso en marcha en 1993 bajo el lema «Modern Days, Ancient Nights». El festival se presentó conjuntamente con The Film Society of Lincoln Center —que desde entonces sigue participando cada año— y en asociación con el Museo Brooklyn. Presentó obras clásicas y contemporáneas, como Udju Azul di Yonta, de Flora Gomes, Yeelen, de Souleymane Cissé, Kaddu Beykat, de Safi Faye, y Badou Boy, de Djibril Diop Mambéty, entre otras. También hubo una retrospectiva de las películas de Ousmane Sembène. El festival se celebra anualmente entre los meses de abril y mayo.
El festival anual incluye proyecciones de películas, actuaciones en directo, exposiciones de arte, mesas redondas, charlas de artistas, programas educativos para jóvenes, clases magistrales y talleres. En 2004, el BAMcinématek de la Academia de Música de Brooklyn se convirtió en copresentador del NYAFF. En 2011, el Maysles Cinema Institute lanzó un segmento de proyecciones y presentaciones del festival. El AFF ha presentado al público estadounidense las obras de muchos cineastas africanos, como Abderrahmane Sissako, Lupita Nyong'o o Tunde Kelani, entre otros. El festival tiene una duración de 8 a 14 días y presenta cada año unas 40 películas clásicas y contemporáneas. La organización también prepara un ciclo nacional itinerante que consiste en un paquete de cortometrajes y largometrajes seleccionados en la última edición del NYAFF y que se presenta en instituciones de todo Estados Unidos.
El AFF colabora en programas culturales y educativos durante todo el año en la ciudad de Nueva York con instituciones y organismos de la ciudad como el Schomburg Center for Research in Black Culture, el Departamento de Parques y Recreación de la Ciudad de Nueva York, Electronic Arts Intermix, MoCADA, The Trust for Governors Island, el Museo de Queens y el Museo de las Artes del Bronx. Además, el AFF también colabora con festivales y organizaciones internacionales.
Entre los asistentes que a lo largo de los años ha tenido el programa destacan el difunto «padre del cine africano», Ousmane Sembène, el dramaturgo, poeta y premio Nobel, Wole Soyinka, la fallecida cantante y activista de los derechos civiles, Miriam Makeba y el cantante, compositor, actor y activista social Harry Belafonte.

## Publicaciones
En 2003, el AFF publicó una antología titulada Through African Eyes: Dialogues with the Directors, que incluía conversaciones con cineastas africanos pioneros y emergentes. En 2010, el AFF lanzó la segunda edición de la publicación, con una visión general del cine africano de los siglos XX y XXI a través de ensayos y entrevistas con directores africanos. Para conmemorar el 20.º aniversario del New York African Film Festival (NYAFF), el AFF publicó una antología de aniversario, titulada Looking Back, Looking Forward: 20 Years of the New York African Film Festival.